# Provinsen Nassau

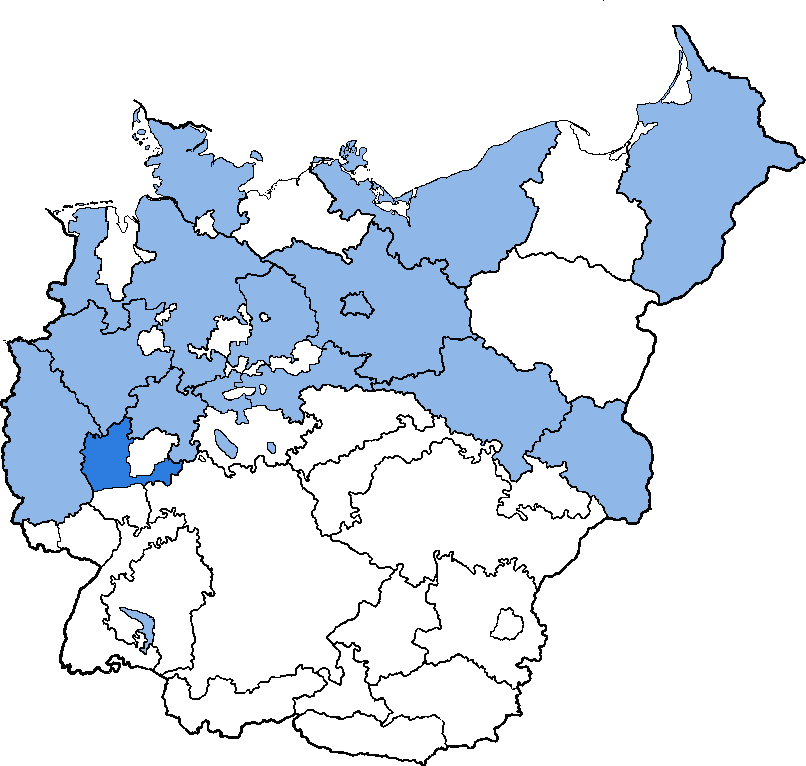
Provinsen Nassaus utsträckning i Nazityskland.

Provinsen Nassau (tyska Provinz Nassau) var en preussisk provins mellan 1944 och 1945. Provinshuvudstad var Wiesbaden. Jakob Sprenger var Oberpräsident.
Den 1 april 1944 delades den preussiska provinsen Hessen-Nassau i provinsen Nassau och Kurhessen.